# Chiesa particolare
Con Chiesa particolare, nella terminologia della Chiesa cattolica, si intendono le singole comunità cristiane, che fanno capo a un vescovo, e "nelle quali e dalle quali sussiste la sola e unica Chiesa cattolica."
La Chiesa cattolica riconosce grande valore alle Chiese particolari, la cui importanza teologica è stata evidenziata dal Concilio Vaticano II, con il decreto Christus Dominus. Nella Chiesa particolare «si fa presente la Chiesa universale con tutti i suoi elementi essenziali. Sono perciò costituite "a immagine della Chiesa universale", e ciascuna di esse è "una porzione del Popolo di Dio affidata alle cure pastorali del Vescovo coadiuvato dal suo presbiterio".»
Il termine "Chiesa particolare" ha due usi distinti: esso si riferisce tanto alle Chiese sui iuris di rito orientale, quanto alle Chiese cattoliche di rito latino.

## Chiese particolarisui iuris
All'interno della Chiesa cattolica, per Chiesa particolare si può intendere una Chiesa sui iuris nel senso di sedi della Chiesa universale che godono di particolari consuetudini proprie riguardo ai riti liturgici utilizzati e riguardo al proprio governo. Ogni chiesa sui iuris si differenzia per una maggiore autonomia, come riconosciuto dal Concilio Vaticano II nel decreto sulle chiese cattoliche orientali Orientalium Ecclesiarum che riconosce le "Chiese o riti particolari".
Le Chiese cattoliche orientali godono di una maggiore o minore autonomia a seconda del rango che detengono. Il Codice dei canoni delle Chiese orientali distingue quattro categorie di Chiese sui iuris:
1. le Chiese patriarcali,
2. le Chiese arcivescovili maggiori,
3. le Chiese metropolitane sui iuris,
4. e altre Chiese sui iuris non comprese nelle prime tre tipologie.

## Chiese particolari di rito latino
Le Chiese particolari di rito latino si distinguono in Chiese territoriali e Chiese personali; le prime si caratterizzano perché formate da un determinato e circoscritto territorio, le seconde invece dalle persone che le compongono.

### Chiese territoriali
Il Codice di diritto canonico distingue sei tipologie di Chiese territoriali di rito latino:
(Canone 368)
Il termine "Chiese particolari" si riferisce anzitutto alla diocesi, che nel "Decreto sulla pastorale dei vescovi" Christus Dominus è così definita: "La diocesi è una porzione del popolo di Dio affidata alle cure pastorali del vescovo, coadiuvato dal suo presbiterio, in modo che, aderendo al suo pastore, e da questi radunata nello Spirito Santo per mezzo del Vangelo e della eucaristia, costituisca una Chiesa particolare nella quale è presente e opera la Chiesa di Cristo, una, santa, cattolica e apostolica". Dunque in questo senso chiese particolari e diocesi sono due termini sinonimi, che si riferiscono alla stessa realtà.
Il Codice di diritto canonico amplia ulteriormente il discorso, affermando che alle diocesi "vengono assimilate" le prelature territoriali, le abbazie territoriali, i vicariati apostolici, le prefetture apostoliche e le amministrazioni apostoliche erette stabilmente. L'assimilazione non implica che queste cinque diverse porzioni di popolo di Dio siano chiese particolari (come, invece, è esplicitamente affermato per le diocesi), ma stabilisce che a esse si applica, mutatis mutandis, il complesso di norme stabilite dal diritto per le Chiese particolari. Per alcune di queste circoscrizioni è, perciò, tuttora discusso se siano chiese particolari, essendo il loro ufficio di presidenza munito di potestà ordinaria vicaria, anziché propria.
Infine, la Missione sui iuris, è la forma minimale di organizzazione dell'attività missionaria in un territorio di missione. Non può probabilmente ancora essere una chiesa particolare, ma - come si ricava dalle Note storiche dell'Annuario Pontificio - è l'inizio di un percorso che potrà poi evolvere in prefettura apostolica, vicariato apostolico e, da ultimo, in diocesi.

### Chiese personali
Si distinguono cinque tipologie di Chiese particolari personali, le prime due previste dalla normativa canonica, le altre tre stabilite dalla prassi o da norme non contenute nel Codice di diritto canonico:
- le diocesi personali, previste dal canone 372, §2[6]; non esistono attualmente diocesi personali, ma solo una amministrazione apostolica personale, quella di San Giovanni Maria Vianney in Brasile;
- le prelature personali, previste dai canoni 294-297[7]; l'unica prelatura personale oggi esistente è l'Opus Dei;
- gli ordinariati militari, regolamentati dalla costituzione apostolica Spirituali militum curae del 21 aprile 1986;[8]
- gli ordinariati per i fedeli di rito orientale;[9]
- gli ordinariati personali per anglicani che entrano nella piena comunione con la Chiesa cattolica, la cui normativa è stata stabilita da papa Benedetto XVI il 4 novembre 2009 con la costituzione apostolica Anglicanorum coetibus e dalle Norme complementari della Congregazione per la dottrina della fede.